# Malaltia de Grover
La malaltia de Grover (també coneguda com a dermatosi papular acantolítica benigna i dermatosi acantolítica transitòria) és una dermatosi polimorfa, pruriginosa, papulovesicular caracteritzada histològicament per una acantòlisi.:529 Un cop confirmada, la majoria dels casos de malaltia de Grover duren de sis a dotze mesos, raó per la qual es va anomenar originalment "transitòria". Tanmateix, pot durar molt més. Tot i així, no s'ha de confondre amb una dermatosi acantolítica lineal recidivant.

## Clínica

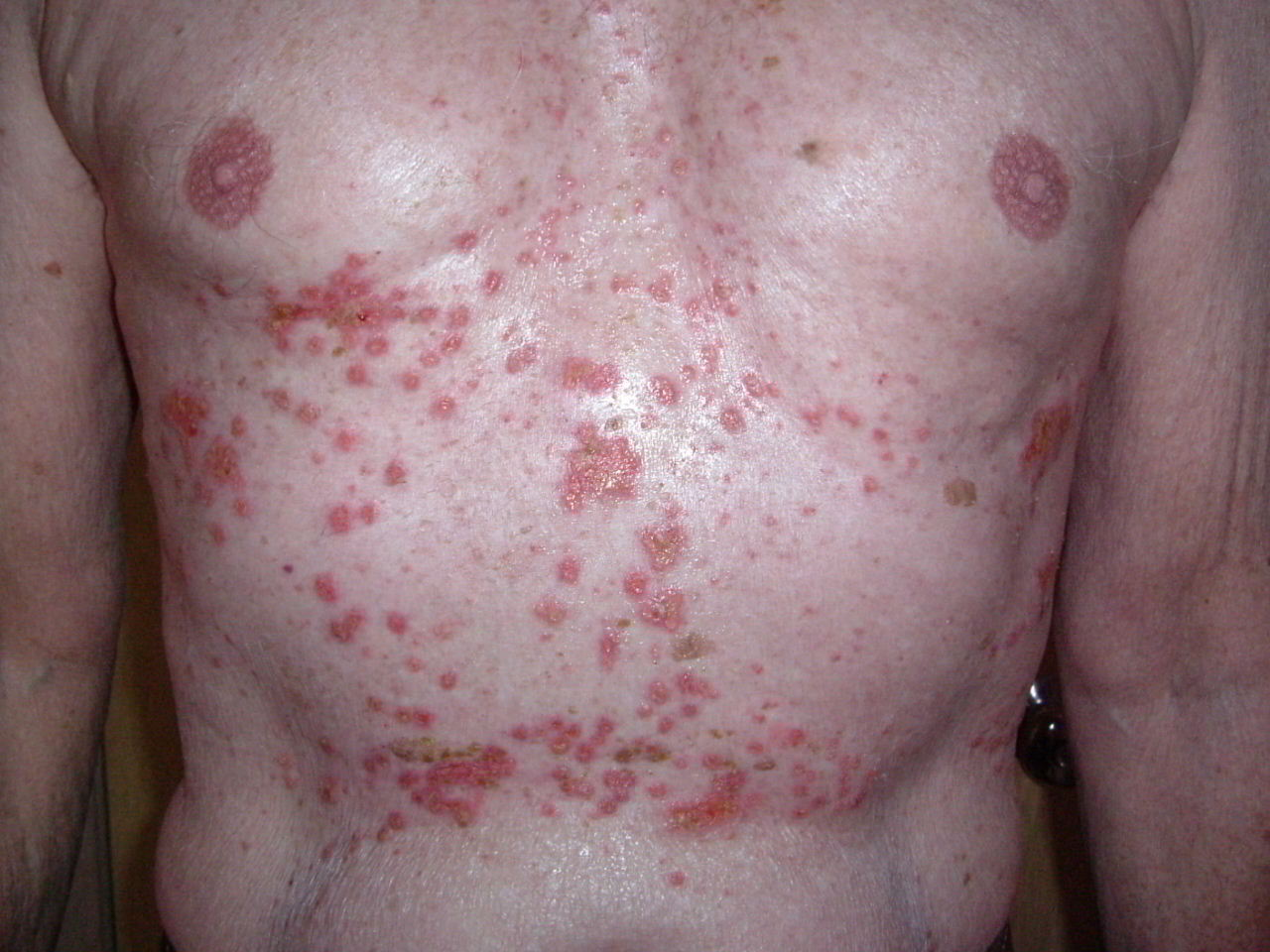
Cas avançat, tercer mes

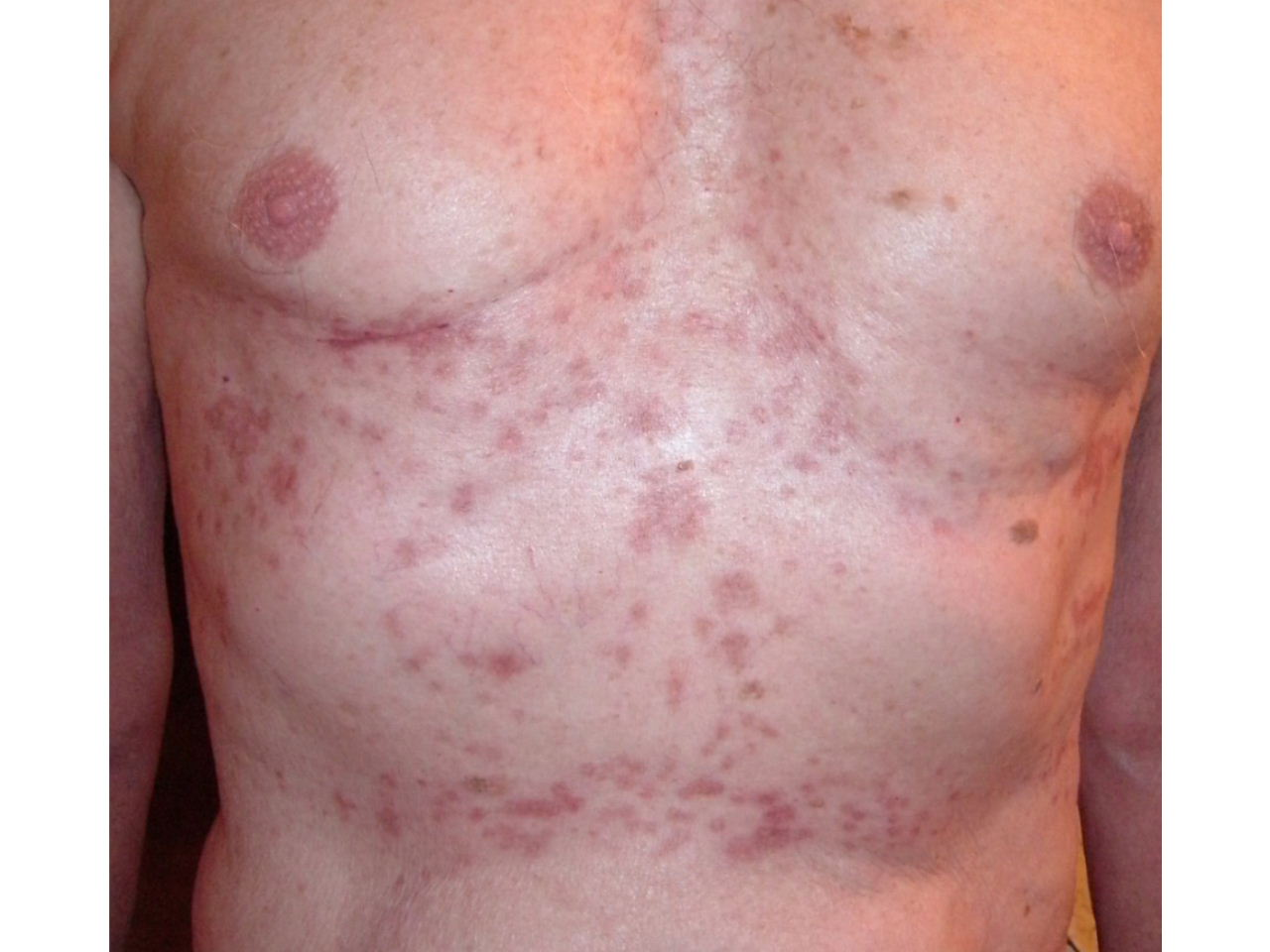
Cas avançat, cinquè mes

La malaltia de Grover sovint comença de sobte. Es presenta en forma de taques que piquen molt en la part central de l'esquena, al centre del pit i, de tant en tant, en altres llocs. Sovint, apareix després d'una sudoració o algun estrès inesperat per calor.
Els símptomes de la malaltia de Grover es caracteritzen per una erupció pruriginosa que pot durar una mitjana de 10 a 12 mesos. Es caracteritza per pàpules i papulovesícules amb excoriacions al pit, a l'esquena, a la part baixa de l'estèrnum, els braços i les cuixes. Succeeix principalment en homes majors de quaranta anys i les pàpules es troben més habitualment en el centre del pit.

## Etiologia
L'etiologia de la malaltia de Grover és desconeguda. Desencadenants sospitosos d'activitat de la malaltia inclouen la calor i la suor, la llum solar, la radiació ionitzant, l'etapa final de malaltia renal/hemodiàlisi i la irritació mecànica o el repòs prolongat al llit.

## Tractament
La cosa més important sobre el tractament de la malaltia de Grover és la frescor, la sudoració induirà més punts de picor. No obstant això, les lesions agreujades per la suor solen tornar a la "normalitat" amb bastant rapidesa, evitar la sudoració no és una raó per evitar l'exercici. Brots de menor importància es poden controlar amb cremes de glucocorticoides.